# FC Neumünster Zürich
El FC Neumünster Zürich es un equipo de fútbol de Suiza que juega en la 4. Liga, la séptima división de fútbol del país.

## Historia
Fue fundado en el año 1907 en la ciudad de Zúrich por jugadores aficionados locales provenientes de los barrios de Hottingen, Hirslanden y Riesbach, ubicados alrededor de la Iglesia de Neumunster, de la cual tomaron el nombre para el club.
En 1909 se afiliaron a la Asociación Suiza de Fútbol y ganó el título de la segunda división en la temporada 1916/17 y con ello el ascenso a la Superliga de Suiza por primera vez en la temporada 1917/18 donde terminó en cuarto lugar del grupo este.
El club mantuvo la categoría por cinco temporadas consecutivas hasta que descendió en la temporada 1921/22 luego de perder el partido de desempate contra el FC Winterthur 0-1. Luego de ello el club se mantuvo en la segunda división donde tuvo dos intentos por regresar a la primera división en 1923 y 1925, en ambos fracasó.
A causa del crecimiento urbano de la ciudad de Zúrich el club pierde el terreno donde estaba su sede en Sonnenberg, acrecentado por los problemas financieros que estaba pasando el club lo obligan a desaparecer en 1930.
El club fue refundado en el año 1956 como equipo aficionado.

## Palmarés
- Serie B: 2

1915/16, 1916/17